# Virtual Regional Maritime Traffic Centre
Das Virtual Regional Maritime Traffic Centre (VRMTC) ist ein maritimes Sicherheitsnetzwerk, das seit dem 20. September 2006 unter der Federführung der italienischen Marine von mehr als 20 Staaten der NATO, der EU und des Mittelmeerraumes betrieben wird.

## Entwicklung
Im Oktober 2002 kamen die Teilnehmer des 4th Regional Seapower Symposium for the Navies of the Mediterranean and Black Sea Countries in Venedig darin überein, die Sicherheit der Schifffahrt im Mittelmeerraum zu verbessern. Im Jahr 2003 startete die italienische Marine ein Pilotprojekt im Bereich des Datenaustausches zwischen über 20 Staaten, die am Symposium teilgenommen hatten. Vorgeschlagen wurde ein einfaches, flexibles System auf Internet-Basis, in das von allen Teilnehmern Daten über den Seeverkehr eingespeist werden. Das auf dieser Grundlage zusammengestellte Lagebild wird allen Mitgliedsorganisationen zur Verfügung gestellt. Erfasst werden Seefahrzeuge von über 300 BRT, die mit einem entsprechenden Transponder ausgestattet sind. Weitere, aus anderen Quellen stammende Daten können je nach Beteiligungsniveau eingebracht werden. Die Möglichkeit, auf unterschiedlichen Levels an dem Projekt mitzuwirken, ermöglicht eine Zusammenarbeit über Bündnisgrenzen hinaus. Im Allgemeinen werden keine geheimen Informationen ausgetauscht. Das VRMTC Data Fusion Centre befindet sich beim Flottenkommando (CINCNAV) der italienischen Marine in Santa Rosa bei Rom.
Seit 2010 wird das VRMTC mit vergleichbaren Systemen von Anrainerstaaten des Atlantischen und Indischen Ozeans vernetzt (Trans-Regional Maritime Network).